# Ferdinand De Ruddere
Ferdinand De Ruddere (Aalst, 2 juni 1891 - 11 april 1958) was een Belgisch architect. Als stadsarchitect van Dendermonde (1891 - 1960) was hij voor een groot deel verantwoordelijk voor de heropbouw na de Eerste Wereldoorlog.
Hij was een van de architecten die in die tijd niet bij eenzelfde stijl bleef maar gebouwen ontwierp in stijlen zoals: beaux-arts, art deco, expressionisme en zelfs romantisch kubisme.  Al ging zijn voorkeur uit naar de traditioneel neo-Brabantse barok.
Ferdinand De Ruddere heeft heel wat gebouwen ontworpen waarvan een groot deel op de Grote Markt, de Koningin Astridlaan, de Kerkstraat en het Statieplein.
Voor de bouw van het Sint-Blasiusgasthuis (Kerkstraat 115, 1924 - 1926) werkte hij samen met Jean-Norbert Cloquet die gespecialiseerd was in ziekenhuizen.

## Geschiedenis
Ferdinand De Ruddere werd geboren in Aalst op 2 juni 1891. Hij studeerde architectuur aan het Sint-Lucas in Gent en Brussel net voor de Eerste Wereldoorlog. Tijdens de oorlog bracht hij 2 jaar door in gevangenschap in Duitsland en 3 jaar in Zwitserland. Zijn verblijf in Zwitserland zou een grote invloed hebben op zijn leven. Dit omdat hij trouwde met een Zwitsers meisje en hij daar de Poolse architect Michel Polak ontmoette waardoor hij zou beïnvloed worden. Dit is te zien aan de gevels en de fruitmotieven in het het Sint-Blasiusgasthuis. 
Een andere invloed was het Zwitsers regionalisme wat bekend was over heel Europa in die tijd. Hiervan komen enkele elementen voor in Leopold II laan 16 (1951).
In de jaren na de oorlog woonde hij in Schaarbeek.
Zijn vader was een bankier.

## Bescherming
In 2004 werden meer dan 20 van zijn gebouwen beschermd waarvan bijna allemaal in traditionele inlandse stijl en in het centrum van de stad (Grote Markt, Koningin Astridlaan, ...) met als uitzondering de turnzaal op de Leopold II laan in romantisch kubistische stijl.